# Planck-hőmérséklet
A Planck-hőmérséklet a Max Planck német fizikus által megalkotott Planck-egységek hőmérsékleti egysége. 
A Planck-egységek általában a kvantummechanika határait jelentik. A Planck-hőmérsékletnél „forróbb” dologról nem sok értelme van beszélni, ezen a hőmérsékleten párolognak el elméletileg a fekete lyukak, és erről a hőmérsékletről „kezdett” az Univerzum hűlni, a jelenleg elfogadott kozmológia szerint. Nehéz elképzelni bármi forróbbat, mint az ősrobbanás.
{\displaystyle T_{P}={\frac {m_{P}c^{2}}{k}}={\sqrt {\frac {\hbar c^{5}}{Gk^{2}}}}=}
1,416785(71)·1032 K
ahol:
mP a Planck-tömeg
c a fénysebesség vákuumban
{\displaystyle \hbar } a redukált Planck-állandó (vagy Dirac-állandó)
k a Boltzmann-állandó
G a gravitációs állandó

## Lásd még
- Planck-egységek
- Nagyságrendek listája (hőmérséklet)